# Marie Julie Jahenny
Marie Julie Jahenny (12. února 1850, Blain – 4. března 1941, tamtéž), též Marie Julie od Krucifixu, byla bretoňská stigmatička a mystička, známá pro své prorocké vize o budoucnosti světa, Francie a katolické církve. O půl století později narozená, ale blízká datem úmrtí, polská řeholnice svatá Faustyna Kowalská s ní sdílí některé shodné prvky ve svých vizích, konkrétně důraz na období Božího milosrdenství, které předchází následujícím dnům Boží spravedlnosti.

## Život

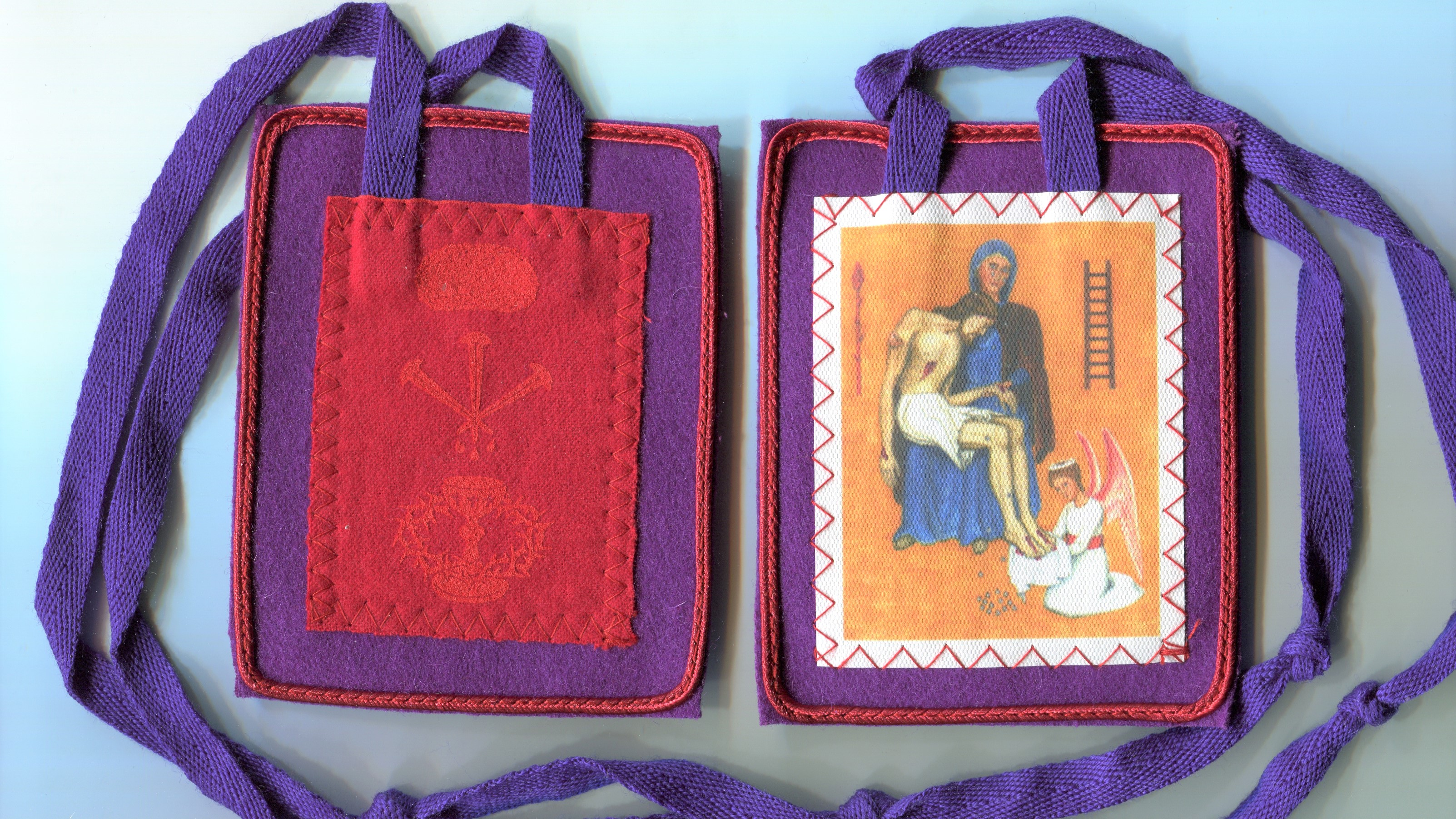
Fialový škapulíř požehnání a ochrany, zjevený ve vizích Marie Julie Jahenny

Marie Julie se narodila 12. února 1850 v obci Blain ve Francii. Byla nejstarší z pěti dětí a pocházela z chudé rodiny.
První známky mimořádných darů se u ní objevily v mladém věku, kdy v kostele uslyšela vnitřní hlas: "Zůstaň se mnou ještě chvíli". Od té doby trávila dlouhé hodiny v kostele v modlitbách a meditaci. Později vstoupila do Třetího řádu svatého Františka.
22. února 1873 Marie Julie těžce onemocněla. Údajně se ji tehdy zjevila Panna Maria a uklidnila ji, že bude uzdravena. Zároveň ji ale položila otázku, zda je ochotna podstoupit stejné bolesti a utrpení jako její syn. Na tuto výzvu Marie Julie odpověděla kladně. Znovu se ji Panna Maria zjevila 15. března a opět jí položila stejnou otázku. Marie Julie opět vyslovila souhlas. Pět stigmatických ran se objevilo na jejím těle 21. března 1873. V dalším období obdržela ještě jiné formy Kristových stigmat, jako například rány způsobené bičováním, trnovou korunou či rány na zápěstí od lan vázajících Krista ke kříži. 7. prosince, za přítomností svědků, obdržela ránu nezvyklou u jiných stigmatiků církve: Na její hrudi se objevil kříž a květina s nápisem "O Crux Ave" ("Buď pozdraven Kříži").
28. dubna 1875 ji Ježíš předal následující příslib:
| „ | Vykonám větší zázraky pro Tebe než pro Tvou sestru Markétu Marii | “ |

Postoj katolické církve k Marii Julii v průběhu jejího života osciloval mezi přijetím na úrovni místního biskupa na straně jedné a odsouzením či dokonce zákazem přijímat svátosti na straně druhé.

## Vize
Ve svých vizích Marie Julie předpovídala budoucí dramatické události, kterými musí svět projít. Předpovídala nové epidemie, pronásledování svatého otce, zničení Paříže, podobně jako jiní vizionáři církve též tři dny temnoty, během kterých Bůh očistí svět. Po očistné katarzi má dle jejích vizí svět vstoupit do nového, radostného období, které bude spojené s osobností "andělského pontifika" a "velkého monarchy", kteří se zasadí o renesanci křesťanství v Evropě.
V jedné z vizí přijala Marie Julie "fialový škapulíř", se kterým je spojen příslib speciální ochrany, speciálně v období nadcházejících trestů a tří dnů temnoty.
Vize Marie Julie přinesly též mnoho nových modliteb, týkajících se svatého Kříže a Kristova utrpení.
Modlitba fialového škapulíře:
| „ | Zdravím Tě, ukřižovaný Ježíši, že jsi mi poskytl život. Zdravím Tě z veškerou radostí andělů a svatých během Tvého sestupu z kříže. Zdravím Tě se smutkem Tvé matky, když jsi spočinul na jejím Neposkvrněném Srdci a Klíně. O Crux Ave, Spes Unica et Verbum Caro factum est Ježíši, přemožiteli smrti, zachraň nás! | “ |

## Kanonizace
Oficiální proces blahořečení ani svatořečení v případě Marie Julie Jahenny doposud nebyl zahájen.